# Németh András (labdarúgó)
Németh András (Fokváros, 2002. november 9. –) dél-afrikai–magyar származású válogatott labdarúgó, csatár, a Puskás Akadémia játékosa.

## Pályafutása

### Klubcsapatokban
Pályafutása kezdetén a Vasas Kubala Akadémián ismerkedett a sportág alapjaival, majd 2016-ban került Belgiumba, előbb a Sporting Hasselt, majd a Genk csapatához. A 2018-as Puskás–Suzuki-kupát megnyerte a belga klub korosztályos csapatával. Ő lett a torna gólkirálya.

#### Genk és Lommel
2018 októberében profi szerződést írt alá a Genkkel. A 2019-2020-as szezonban pályára lépett az UEFA Ifjúsági Ligában. A szezon második felére klubja kölcsönadta a másodosztályú Lommelnek, ott azonban csak két mérkőzésen lépett pályára, miután a koronavírus-járvány miatt a bajnokságot félbeszakították. 2020 augusztusában három évvel meghosszabbította a szerződését a Genkkel. 2021 májusában bekerült a Genk Antwerp elleni bajnokira nevezett felnőtt keretébe.
2022. január 16-án a Beerschot elleni mérkőzésen a 89. percben csereként lépett először pályára a belga élvonalban és a 93. percben ő állította be a 4–1-es végeredményt. 2022. április 24-én két perccel a becserélését követően a 91. percben győztes gólt lőtt a Gent ellen a bajnokság rájátszásának első fordulójában, beállítva így az 1–0-ás eredményt.

#### Hamburg
2023. január 27-én 2026-ig szóló szerződést kötött a német másodosztályban játszó Hamburger SV csapatával. Február 5-én a 85. percben állt be csereként, majd a 94. percen megszerezte első bajnoki gólját a Hansa Rostock elleni mérkőzésen: beállította a 2–0-s végeredményt. Február 11-én háromgólos hátrányban a 66. percben állt be a Heidenheim elleni mérkőzésen, és a 72. percben gólt fejelt, a végeredmény 3–3 lett. 2023. április 22-én, a St. Pauli elleni bajnokit megelőző bemelegítő edzésen megsérült, majd az orvosi vizsgálatok után kiderült, hogy eltört a bokájában egy csont, így véget ért számára az idény. A német másodosztály 2022-2023-as idényében 11 bajnokin két gólt szerzett. Sérülését követően 2023. augusztus 13-án lépett pályára először tétmérkőzésen a Hamburgban, és gólpasszt adott a Német Kupa első fordulójában az Essen ellen hosszabbítást követően megnyert mérkőzésen.

#### Preußen Münster
2024. augusztus 23-án jelentették be, hogy egy idényre kölcsönvette a Preußen Münster csapata. Másnap, az 1. FC Kaiserslautern ellen 1–0-ra elveszített hazai bajnokin mutatkozott be új csapatában; a 79. percben csereként beállva.

#### Puskás Akadémia
2025. június 25-én az előző idényben az NB I-ben ezüstérmet szerző Puskás Akadémiához írt alá három évre szóló szerződést.

### A válogatottban
Németh Dél-Afrikában, Fokvárosban született, édesapja magyar, édesanyja dél-afrikai származású. Utánpótlás-játékosként a magyar korosztályos csapatokban szerepelt. 2019-ben az U17-es válogatottal szerepelt az Európa- és világbajnokságon.
2021. augusztus 26-án Gera Zoltán szövetségi edző meghívta az U21-es válogatott keretébe az őszi Európa-bajnoki selejtezőkre. Október 7-én a lengyelek elleni 2–2-es döntetlen során a magyar csapat mindkét gólját ő szerezte.
2022. június 7-én a Lettország ellen 2–0-ra megnyert U21-es EB-selejtező mérkőzésen 2 gólt lőtt.

#### A felnőttcsapatban
2022. november 8-án meghívót kapott Marco Rossi szövetségi kapitánytól a novemberi luxemburgi és a görög válogatottak elleni felkészülési mérkőzésekre készülő magyar válogatott 25 fős keretébe.
November 17-én góllal debütált a Luxemburg elleni 2–2-s barátságos mérkőzésén, előbb az 58. percben Ádám Martint váltotta, majd kilenc perccel később 
Kerkez Milos beadását lőtte az ellenfél kapujába.

## Statisztika

### Klubcsapatokban
2025. augusztus 10-i állapot szerint.
| Klub                         | Szezon         | Bajnokság             | Bajnokság | Bajnokság | Kupa  | Kupa  | Nemzetközi | Nemzetközi | Összesen | Összesen |
| Klub                         | Szezon         | Liga                  | Mérk.     | Gólok     | Mérk. | Gólok | Mérk.      | Gólok      | Mérk.    | Gólok    |
| ---------------------------- | -------------- | --------------------- | --------- | --------- | ----- | ----- | ---------- | ---------- | -------- | -------- |
| Genk                         | 2019–20        | Jupiler Pro League    | —         | —         | —     | —     | —          | —          | —        | —        |
| Genk                         | 2020–21        | Jupiler Pro League    | —         | —         | —     | —     | —          | —          | —        | —        |
| Genk                         | 2021–22        | Jupiler Pro League    | 5         | 2         | —     | —     | 0          | 0          | 5        | 2        |
| Genk                         | 2022–23        | Jupiler Pro League    | 15        | 1         | 1     | 0     | —          | —          | 16       | 1        |
| Genk                         | Összesen       | Összesen              | 20        | 3         | 1     | 0     | —          | —          | 21       | 3        |
| Lommel (kölcsönben)          | 2019–20        | Challenger Pro League | 2         | 0         | —     | —     | —          | —          | 2        | 0        |
| Genk II (kölcsönben)         | 2022–23        | Challenger Pro League | 4         | 1         | —     | —     | —          | —          | 4        | 1        |
| Hamburg                      | 2022–23        | 2. Bundesliga         | 11        | 2         | —     | —     | —          | —          | 11       | 2        |
| Hamburg                      | 2023–24        | 2. Bundesliga         | 28        | 0         | 3     | 0     | —          | —          | 31       | 0        |
| Hamburg                      | Összesen       | Összesen              | 39        | 2         | 3     | 0     | —          | —          | 42       | 2        |
| Preußen Münster (kölcsönben) | 2024–25        | 2. Bundesliga         | 20        | 0         | 1     | 0     | —          | —          | 21       | 0        |
| Puskás Akadémia              | 2025–26        | NB I                  | 3         | 0         | 0     | 0     | 2          | 0          | 5        | 0        |
| Teljes karrier               | Teljes karrier | Teljes karrier        | 88        | 6         | 5     | 0     | 2          | 0          | 95       | 6        |

1. ↑  Mérkőzései az UEFA Konferencia Liga selejtezőjében.

### A válogatottban
| Magyarország | Magyarország | Magyarország |
| Év           | Mérk.        | Gólok        |
| ------------ | ------------ | ------------ |
| 2022         | 1            | 1            |
| 2023         | 3            | 0            |
| Összesen     | 4            | 1            |

### Mérkőzései a válogatottban
| Magyarország | Magyarország       | Magyarország                           | Magyarország | Magyarország | Magyarország | Magyarország | Magyarország | Magyarország |
| #            | Dátum              | Helyszín                               | Hazai        | Eredmény     | Vendég       | Kiírás       | Gólok        | Esemény      |
| ------------ | ------------------ | -------------------------------------- | ------------ | ------------ | ------------ | ------------ | ------------ | ------------ |
| 1.           | 2022. november 17. | Luxembourg, Stade de Luxembourg        | Luxemburg    | 2 – 2        | Magyarország | barátságos   | 1            | 58' 67'      |
| 2.           | 2023. március 23.  | Budapest, Puskás Aréna                 | Magyarország | 1 – 0        | Észtország   | barátságos   | -            | 76'          |
| 3.           | 2023. november 16. | Szófia, Vaszil Levszki Nemzeti Stadion | Bulgária     | 2 – 2        | Magyarország | Eb-selejtező | -            | 74'          |
| 4.           | 2023. november 19. | Budapest, Puskás Aréna                 | Magyarország | 3 – 1        | Montenegró   | Eb-selejtező | -            | 77'          |
|              | Összesen           |                                        |              | 4            | mérkőzés     |              | 1            | gól          |